# Centranthus calcitrapae
Centranthe chausse-trape
Espèce
Le Centranthe chausse-trape (Centranthus calcitrapae) est une espèce de plantes annuelles de la famille des Caprifoliacées.